# Dave Sewelson
David „Dave“ Sewelson (* 1952 in Oakland, Kalifornien) ist ein US-amerikanischer Jazzmusiker (Baritonsaxophon, Baritonhorn, Harmonika, Gesang).

## Leben und Wirken
Sewelson lernte mit neun Jahren Trompete, bevor er mit elf zum Baritonhorn wechselte. Nach dem Schlagzeug folgte die Beschäftigung mit dem E-Bass mit 13 Jahren, bevor er als junger Erwachsener das Baritonsaxophon zum Hauptinstrument machte. 1978 zog er nach New York City und ließ sich im East Village nieder, wo er mit verschiedenen Avantgarde-Bands spielte. Hier sind zu erwähnen die 25 O’Clock Band (mit Robin Holcomb und Wayne Horvitz), ein Trio mit David Hofstra und Richard Dworkin, Jemeel Moondocs Jus Grew Orchestra, die Formationen Noise R Us und Mofungo (beide mit Phillip Johnston), Freedomland und Fast 'n Bulbous (mit Joe Fiedler und Gary Lucas). Sewelson war Gründungsmitglied des Microscopic Septet mit William Parker und spielte lange Jahre in William Parkers Little Huey Creative Music Orchestra. Im Bereich des Jazz war er zwischen 1976 und 2000 an 41 Aufnahmesessions beteiligt. Unter eigenem Namen legte er 1981 das Album Synchro-Incity vor. 2002 trat er mit einem Captain-Beefheart-Projekt auf dem Jazzfestival Saalfelden auf.

## Diskographische Hinweise
- Microscopic Septet: Off Beat Glory (1986)
- William Parker & The Little Huey Creative Music Orchestra  Flowers Grow In My Room  (1994)
- William Parker & The Little Huey Creative Music Orchestra: Sunrise in the Tone World (AUM Fidelity, 1997)
- Phillip Johnston: Music for Films (Tzadik, 1998)
- William Parker: Long Hidden: The Olmec Series (AUM Fidelity, 2006)
- Claire Daly: 2 Sisters, Inc – Scaribari (2007)
- Fast 'N' Bulbous: Waxed Oop (An Impetuous Stream Bubbled Up) (Cuneiform Records, 2009), mit Philip Johnston, Jesse Krakow, Richard Dworkin, Gary Lucas, Joe Fiedler, Rob Henke
- Peter Kuhn / Dave Sewelson / Gerald Cleaver / Larry Roland: Our Earth / Our World (pfMENTUM, 2016)
- Music for a Free World (2017)
- More Music for a Free World (Mahakala Music, 2020)
- Dux Orchestra – Dave Sewelson / Mats Gustafsson / Susie Ibarra / Will Connell Jr. / Dave Hofstra / Walter “Sweet” Perkins / JC Morrison: Duck Walks Dog (with Mixed Results) (NoBuiness, 2020)
- Smooth FreeJazz (2022), mit Mike Neer, Dave Hofstra, Bernice Brooks
- Dave Sewelson, Ayumi Ishito, Aron Namenwirth, Patrick Golden: Live From Downtown Music Gallery  (2023)
- Dave Sewelson, Steve Hirsh, Steve Swell, Matthew Shipp, William Parker: Muscle Memory (2025)